# Кси Феникса
Кси Феникса (ξ Phoenicis, ξ Phe) — визуально-двойная звезда в созвездии Феникса. Звезда едва доступна для наблюдения невооружённым глазом; видимая звёздная величина составляет  5,70. Годичный параллакс равен 14,92 mas, расстояние от Солнца составляет около 219 световых лет. Данная система удаляется от Солнца с лучевой скоростью около +10 км/с.
По состоянию на 2007 год два компонента звёздной системы находились на  угловом расстоянии около 13,06 угловой секунды друг от друга, позиционный угол составлял 252,5°. Такое угловое расстояние соответствует проективному расстоянию около 875,4 а.е.. Отношение масс компонентов равно 0,38.
Главный компонент является химически-пекулярной Ap-звездой, принадлежащей спектральному классу A3 Vp(SrCr v. st; K sn), где в скобках указано наличие сильных линий поглощения стронция и хрома в спектре. Магнитное поле достигает величины 7 Гс в полярных областях. Содержание химических элементов различается в разных областях поверхности: литий и кислород имеют повышенную концентрацию вблизи магнитных полюсов. Светимость звезды меняется с амплитудой около  0,13 звёздной величины, период  вращения по оценкам составляет 4 дня. Быстрые пульсации блеска не наблюдаются; вероятно, звезда не принадлежит классу быстро осциллирующих Ap-звёзд.